# Tratado de Reciprocidad Comercial (1902)
El Tratado de Reciprocidad Comercial de 1903 fue una ley insertada en la Constitución cubana de 1901 en respuesta a las numerosas peticiones de los cubanos al gobierno de Estados Unidos de una reciprocidad de carácter económico, que regulara las relaciones entre los dos países.

## Desarrollo histórico
No es ninguna casualidad que, en los momentos en que se están debatiendo por la Comisión de Ponencia de la Constitución, las cuestiones planteadas por la Enmienda Platt y el Tratado de Reciprocidad Comercial, se agiten en Cuba algunas corporaciones como el Círculo de Hacendados, el Centro de Comerciantes e Industriales de Cuba, la Unión de Fabricantes de Tabaco, las Cámaras de Comercio de Santiago de Cuba y Guantánamo y la Sociedad Economista de Amigos del País; éstas abogaban por el comercio libre con los Estados Unidos (o sea la anexión) y, si ello no fuera posible en aquel momento, el establecimiento de aranceles sobre la base de la reciprocidad de la Ley McKinley establecida en 1890.

## Precedentes
El Tratado de Reciprocidad Comercial impuesto a Cuba al igual que la Enmienda Platt tiene antecedentes relativamente lejanos en el Tratado Foster-Albacete o Foster-Cánovas de 1891 que prácticamente no tuvo vigencia. La política arancelaria de proteccionistas establecidas por los aranceles de McKinley en 1890 amenazaba a las exportaciones de azúcar y tabaco de Cuba a los Estados Unidos. Por otro lado las necesidades norteamericanas de importación de azúcar crudo para el trust de refinería presionaron sobre el gobierno de Washington para poder garantizarse el mercado cubano en condiciones de privilegio frente a los demás competidores, especialmente Gran Bretaña

## Propuesta
Bajo un ambiente de propaganda por la reciprocidad marchó a Washington una comisión de la Asamblea Constituyente, durante su entrevista con Elihu Root, planteó en dos ocasiones la necesidad de una solución para el problema económico, solución que, como es lógico, consistía en el Tratado o en aranceles de reciprocidad.
Lo que provocó las declaraciones e insistencias del gobierno de Washington que se aprobara la Enmienda Platt como paso previo. Una vez aceptada la Enmienda Platt se continuó agitando el problema de la reciprocidad del cual Tomás Estrada Palma trató en su carta-programa de 7 de septiembre de 1901.
Con fecha 4 de julio de 1902 el presidente Roosevelt discutió un proyecto con el gobierno electo de Cuba, iniciadas las negociaciones el gobierno cubano tomó una posición dilatoria para analizar los aranceles que se consideraban muy bajos de acuerdo a la reforma realizada por el gobierno militar.
El 28 de octubre de ese mismo año Cuba presentó sus contraproposiciones y pocos días después en noviembre, el gobierno de Washington designó al general Tasker H. Bliss para negociar en La Habana.

## Aprobación
En consecuencia el tratado se firmó el 11 de diciembre de 1902 sujeto a ratificación del Congreso estadounidense y del Senado Cubano. Aquel no lo aprobó hasta el 17 de diciembre de 1903 entrando en vigor el 27 de ese mismo mes.
- Datos: Q5843760